# Guglielmo Zucconi
Guglielmo Zucconi (Bologna, 19 dicembre 1919 – Milano, 2 maggio 1998) è stato un giornalista, scrittore, politico, autore televisivo e conduttore televisivo italiano.
Era padre del giornalista Vittorio e dello storico dell'architettura Guido.

## Biografia
Nato a Bologna, si trasferì in tenera età, con la famiglia, a Modena, che divenne la sua città e dove iniziò l'attività giornalistica.
Subito dopo la Liberazione, a soli 25 anni, assunse la direzione de «L'Unità democratica», organo del Comitato di Liberazione Nazionale di Modena. Dal 1947 al 1948 fu direttore del principale quotidiano della sua città, la Gazzetta di Modena (che all'epoca usciva con la testata "Gazzetta dell'Emilia"). Successivamente collaborò con il Resto del Carlino di Bologna, per il quale fu il responsabile della sede modenese.
Si trasferì poi a Milano, dove lavorò al Corriere d'Informazione (edizione pomeridiana del Corriere della Sera) e collaborò alla fondazione de Il Popolo, organo ufficiale della Democrazia Cristiana, del quale fu caporedattore.
Negli anni 1950 e nei primi anni 1960 fu tra gli autori più prolifici della neonata Rai − Radiotelevisione Italiana e firmò, con altri, varie trasmissioni di successo (vedi infra).
Successivamente diresse vari giornali: Il Corriere dei piccoli (dal 1961 al 1963), Amica, nel 1963, La Domenica del Corriere (dal 1964 al 1972), Tempo illustrato (dal 1973 al 1976).
Nel 1976, su proposta di Ermanno Gorrieri venne candidato dalla Democrazia Cristiana alla Camera dei deputati, nella circoscrizione Parma-Modena-Piacenza-Reggio nell'Emilia. Fu eletto e rimase deputato fino alla fine anticipata della legislatura, nel 1979.
Da deputato, nel 1977 venne scelto da Giulio Andreotti come direttore de La Discussione, il settimanale di approfondimento culturale della Democrazia Cristiana. Il 1º novembre 1977 la sede del periodico fu colpita da un attentato terroristico delle Brigate Rosse. Zucconi, pur trovandosi all'interno dell'edificio, ne uscì incolume. Rimase alla guida della Discussione dal 1977 al 1980.
Passò a dirigere il quotidiano Il Giorno dal 1980 al 1984. In quell'anno lasciò la direzione del giornale per essere candidato alle elezioni europee, ma non venne eletto.
Tra il 1984 ed il 1990 tornò ad occuparsi di televisione, dirigendo diversi programmi di approfondimento sulle reti Fininvest, tra i quali Dovere di cronaca e Monitor. Nel 1990 vinse a pari merito con Marco Lodoli il secondo Premio Chiara con la raccolta di racconti L'Italia s'è desta alle 14.10.
Nella stagione televisiva 1992/1993 tornò a collaborare con la Rai, dove realizzò le interviste nell'edizione di Domenica in condotta da Toto Cutugno e Alba Parietti.
Nel 1998 venne nominato direttore editoriale dei quotidiani Il Giorno, Il Resto del Carlino e la Nazione del gruppo Monti-Riffeser. La morte lo colse però il 2 maggio, poco tempo dopo la nomina.
Dal 1961 al 1990 ricoprì anche incarichi come docente di Teoria e tecnica di giornalismo alla Scuola di Comunicazione sociali e alla Facoltà di Scienze politiche dell'Università Cattolica.
A Modena gli è stata dedicata una via.
Il 5 dicembre 2004 i figli ne hanno donato la biblioteca personale alla Biblioteca comunale "Campori" di Soliera. Consiste in 4.500 volumi circa.
Nel 2005 il comune di Modena ha istituito il Premio Internazionale Guglielmo Zucconi, che a cadenza biennale viene assegnato a un giovane giornalista operante in paesi in via di sviluppo.

## Opere

### Pubblicazioni
- Scaramacai (1960, Mondadori)
- Scaramacai e la donna baronessa (1963, Mondadori)
- Un amore pulito (1968, Mursia)
- Bilico (1971, Mondadori)
- I figli dell'atomica e altri racconti (1972, Minerva Italica)
- Ordini e contrordini attraverso le comunicazioni sociali (1972, Celuc)
- Cara famiglia (1974, Fabbri)
- Il compromesso preistorico (1975, SugarCo)
- L'amico venuto da lontano (Signorelli)
- Perché un giovane può scegliere Democrazia Cristiana (1976, Dc)
- La paga del deputato (1978, Rusconi)
- La macchina della verità (1980, Vita e Pensiero)
- La smortina (1984, Camunia)
- La me Modna (1985, Artioli)
- La divisa da balilla (1987, Edizioni Paoline) ISBN 88-315-0051-1
- L'Italia s'è desta alle 14,10 (1989, Camunia)
- Una storia pulita (1990, Fabbri)
- Le avventure di Scaramacai (1990, Giunti-Nardini) ISBN 88-404-6051-9
- Il cherubino (1991, Camunia) ISBN 88-7767-118-1
- La scommessa (1993, Rizzoli) (con Vittorio Zucconi) ISBN 88-17-84277-X
- L'amico venuto da lontano (1993, Carlo Signorelli Editore) ISBN 88-434-0130-0
- Cesare va alla guerra (1995, Mondadori) ISBN 88-247-0682-7
- Fuga dal video (1996, Carlo Signorelli Editore)
- Quell'estate di San Martino (1996, Camunia)

### Varietà televisivi
- Il fantasma del Castello, varietà di Simonetta e Zucconi (1954)
- Mare, monti e fantasia, varietà  di Maurizio Jurgens, D'Alba, Pisu, Puntoni, Dino Verde, Giulio Scarnicci, Renzo Tarabusi, Umberto Simonetta e Spiller (1954)
- Fortunatissimo, varietà di Dino Falconi, Umberto Simonetta e Bernardino Zapponi, condotto da Adriana Serra e Mike Bongiorno (1954) (1955)
- Sabato bar, varietà di (1958), di Simonetta e Zucconi (1958)
- Controcanale, varietà di Zucconi, Italo Terzoli e Bernardino Zapponi, condotto da Corrado (1960) (1961)
- Alta fedeltà, varietà musicale di Zucconi e Leo Chiosso, condotto da Gorni Kramer e Lauretta Masiero (1962)

### Varietà radiofonici Rai
- Chicchirichì, Varietà musicale di Dino Falconi, Frattini, Nelli, Simonetta e Zucconi, orchestra di Mario Consiglio compagnia del Teatro di rivista di Milano, regia Giulio Scarnicci 1953.
- Improvviso, varietà di Simonetta e Zucconi, orchestre di Gino Conte e Piero Rizza, regia di Franco Parenti (1955)
- La camomilla, rivista notturna di Simonetta a Zucconi, orchestra di Mario Consiglio, regia di Renzo Tarabusi, (1955)
- No, no, soubrette, radiocommedia di Simonetta e Zucconi. musiche di Giovanni D'Anzi, con Laura Carli, orchestra di Angelo Brigada regia di Nino Meloni (1955)
- Fermo posta, passatempo settimanle di Simonetta e Zucconi, con Orio Vergani, regia di Giulio Scarnicci, (1956)
- La tombola, varietà con gioco a premi di Guglielmo Zucconi e Umberto Simonetta, Compagnia di rivista di Milano della RAI, orchestra di Angelo Brigada, presenta Nunzio Filogamo, regia di Giulio Scarnicci, 1956 1957.
- Ho sposato un tiranno, avventure di fantascienza coniugale di Guglielmo Zucconi e Umberto Simonetta, con Lia Zoppelli ed Ernesto Calindri, Compagnia di rivista di Milano, regia di Renzo Tarabusi le domeniche d'estate 1957.
- Poggio turchino, cronache strapaesane di Simonetta e Zucconi, canzoni di Fiorenzo Carpi, orchestra di Mario Consiglio, regia di Giulio Scarnicci, trasmessa il 21 dicembre 1957.
- Pippo lo sa, varietà musicale di Umberto Simonetta, con la compagnia di rivista di Milano e l'orchestra di Pippo Barzizza, presentato da Alberto Lionello e realizzato da Guglielmo Zucconi 19 ottobre 1958.